# Division d'Honneur 1936-1937
La Division d'Honneur 1936-1937 è stata la 37ª edizione della massima serie del campionato belga di calcio disputata tra il settembre 1936 e il maggio 1937 e conclusa con la vittoria del Daring Club de Bruxelles SR, al suo quinto titolo.
Capocannoniere del torneo fu Jean Collet (R. White Star AC), con 22 reti.

## Formula
Come nella stagione precedente le squadre partecipanti furono 14 e disputarono un turno di andata e ritorno per un totale di 26 partite.
Le ultime due classificate retrocedettero in Division 1.

## Squadre
| Squadra                  | Città                | Stadio | Stagione 1935-1936  |
| ------------------------ | -------------------- | ------ | ------------------- |
| Standard Liegi           | Liegi                |        | 2°                  |
| FC Turnhout              | Turnhout             |        | Division I          |
| White Star Woluwe AC     | Woluwe-Saint-Lambert |        | 11°                 |
| RC Malines SR            | Malines              |        | 12°                 |
| Anderlecht               | Anderlecht           |        | 8°                  |
| Beerschot AC             | Anversa              |        | 7°                  |
| ARA La Gantoise          | Gand                 |        | Division I          |
| Anversa                  | Anversa              |        | 4°                  |
| Union Saint-Gilloise     | Saint-Gilles         |        | 3°                  |
| Daring Club de Bruxelles | Bruxelles            |        | Campione del Belgio |
| RFC Brugeois             | Bruges               |        | 9°                  |
| RFC Malinois             | Malines              |        | 6°                  |
| KM Lyra                  | Lier                 |        | 10°                 |
| Liersche SK              | Lier                 |        | 5°                  |

## Classifica finale
|                   | Pos. | Squadra                     | Pt | G  | V  | N | P  | GF | GS  | DR  |
| ----------------- | ---- | --------------------------- | -- | -- | -- | - | -- | -- | --- | --- |
| Belgio (bandiera) | 1.   | Daring Club de Bruxelles SR | 39 | 26 | 17 | 5 | 4  | 61 | 20  | 41  |
|                   | 2.   | R. Beerschot AC             | 38 | 26 | 17 | 4 | 5  | 75 | 32  | 43  |
|                   | 3.   | Union Royale Saint-Gilloise | 36 | 26 | 15 | 6 | 5  | 67 | 30  | 37  |
|                   | 4.   | K. Liersche SK              | 33 | 26 | 16 | 1 | 9  | 64 | 39  | 25  |
|                   | 5.   | RFC Malinois                | 30 | 26 | 12 | 6 | 8  | 59 | 55  | 4   |
|                   | 6.   | R. White Star AC            | 29 | 26 | 13 | 3 | 10 | 68 | 49  | 19  |
|                   | 7.   | Standard Liegi              | 29 | 26 | 13 | 3 | 10 | 58 | 42  | 16  |
|                   | 8.   | Anversa                     | 26 | 26 | 10 | 6 | 10 | 50 | 47  | 3   |
|                   | 9.   | ARA La Gantoise             | 26 | 26 | 10 | 6 | 10 | 50 | 47  | 3   |
|                   | 10.  | RFC Brugeois                | 25 | 26 | 9  | 7 | 10 | 39 | 40  | -1  |
|                   | 11.  | Anderlecht                  | 22 | 26 | 7  | 8 | 11 | 47 | 53  | -6  |
|                   | 12.  | KM Lyra                     | 15 | 26 | 4  | 7 | 15 | 41 | 88  | -47 |
|                   | 13.  | FC Turnhout                 | 9  | 26 | 2  | 5 | 19 | 33 | 103 | -70 |
|                   | 14.  | RC Malines SR               | 7  | 26 | 1  | 5 | 20 | 30 | 97  | -67 |

Legenda:

      Campione del Belgio
      Retrocesso in Division 1
Note:

Due punti a vittoria, uno a pareggio, zero a sconfitta.

### Verdetti
- Daring Club de Bruxelles SR campione del Belgio 1936-37.
- FC Turnhout e RC Malines SR retrocesse in Division I.